# Спинола, Филипп-Шарль-Фредерик
Филипп-Шарль-Фредерик Спинола (фр. Philippe-Charles-Frédéric Spinola; ок. 1650 — 18 октября 1709, Брюссель), 4-й граф де Брюэ, барон д’Андр, сеньор де Калонн-сюр-ла-Лис и Ла-Вьевиль, гранд Испании 1-го класса — военный и государственный деятель Испанских Нидерландов.

## Биография
Сын Филиппа-Ипполита-Шарля Спинолы, 3-го графа де Брюэ, и Франсуазы Конрадины де Гавр.
В составе армии Испанских Нидерландов участвовал во всех кампаниях против французов в правление Карла II. Унаследовал от отца должность капитана одной из пяти ординарных рот Карла V, был кампмейстером валлонского пехотного терсио.
В ноябре 1689 был направлен штатгальтером Нидерландов маркизом Кастаньягой чрезвычайным послом в Лондон, для поздравлений Вильгельму III Оранскому и Марии Стюарт с восшествием на трон.
В 1692 году назначен губернатором Шарлеруа, которому угрожали французы. В следующем году попал в плен в битве при Неервиндене, но вскоре был обменян и произведён в генерал-сержанты.
После отвоевания Намюра у французов в 1695 году был 19 сентября назначен губернатором на период интерима, а в 1696 году окончательно утвержден в должности.
После смерти Карла II принял сторону Филиппа Анжуйского в войне за Испанское наследство. В сентябре 1706 был произведен в генерал-лейтенанты, но затем вступил в переговоры с комиссарами морских держав и 17 декабря 1707 перешел в лагерь сторонников Карла III, заодно добившись чина полковника для своего единственного сына, которому было всего 18 лет (патент от 12 декабря). Назначенный Карлом III в качестве полномочного министра на мирный конгресс, который должен был открыться в Утрехте, граф де Брюэ умер, не успев вступить в должность.
Был погребен вначале в церкви монастыря кармелитов в Брюсселе, затем останки были перенесены в церковь Нотр-Дам-де-ла-Шапель.

## Семья
1-я жена: Изабель де Монморанси (ум. 09.1671), дочь Эжена де Монморанси, принца де Робека, и Маргариты-Александрины д’Аренберг. Брак бездетный.
2-я жена: Альбертина Изабелла фон Зальм (ум. 29.01.1715), дочь вильд- и рейнграфа в Нёвиле Карла Флорентина фон Зальма и Мари-Габриели де Лален, графини ван Хогстратен
Дети:
- Иасент-Ком-Габриель-Жозеф-Бальтазар Спинола (1688—30.08.1712), маркиз де Верви, граф де Брюэ, гранд Испании 1-го класса, полковник валлонского пехотного полка на службе Карла III. Погиб при осаде Дуэ. Отразив во главе своего полка атаку французов, пытавшихся овладеть одним из путей сообщения, получил пулевое ранение в легкое и умер через пять часов. Был последним в роду.
- Маргерита Спинола. Замужем за представителем дома д’Асфельд